# Bertel Österdahl
Bertel Gustav Oskar Österdahl, född 1 december 1937 i Gävle Heliga Trefaldighets församling i Gävleborgs län, är en svensk militär. Han var 1989–1993 befälhavare för Västra militärområdet och 1994–2003 generaldirektör för Kriminalvårdsstyrelsen.

## Militär karriär
Österdahl avlade officersexamen vid Krigsskolan 1961 och utnämndes samma år till fänrik vid Hälsinge regemente. Han gick Allmänna kursen vid Militärhögskolan 1967–1968, befordrades till kapten 1969, gick Stabskursen vid Militärhögskolan 1969–1971 och tjänstgjorde vid Arméstaben 1971–1972. Han befordrades till major 1972 och var 1973–1976 detaljchef vid Försvarsstaben, varpå han 1976–1977 var kompanichef vid Hälsinge regemente. År 1977 befordrades han till överstelöjtnant och han var lärare och kurschef för Stabskursen vid Militärhögskolan 1977–1981. Åren 1981–1984 tjänstgjorde han vid Dalregementet, varav 1981–1982 som bataljonschef och 1982–1984 som utbildningschef, ställföreträdande regementschef och chef för Dalabrigaden,[källa behövs] 1983 befordrad till överste. Han var linjechef vid Militärhögskolan 1984–1985. År 1986 befordrades han till överste av första graden och var stabschef i Bergslagens militärområde 1986–1987 samt chef för Operationssektion 2 i Försvarsstaben 1987–1989. Han befordrades 1989 till generalmajor och var befälhavare för Västra militärområdet 1989–1993, varpå han 1993–1994 var stabschef i Södra militärområdet.

## Generaldirektör för Kriminalvårdsstyrelsen
Från 1994 till den 31 mars 2003 var Österdahl generaldirektör och chef för Kriminalvårdsstyrelsen. Under sin tid som generaldirektör genomförde han Kokkoladekretet, varigenom reformen med "kontaktmän" inom kriminalvården initierades. Reformen har setts som den största liberaliseringen av kriminalvården sedan Karl Schlyters tid som justitieminister på 1930-talet. I slutet av sin tid som generaldirektör tvingades Österdahl också genomföra stora besparingar, betingade av statsfinansiella skäl.[källa behövs]

## Övriga uppdrag
Bertel Österdahl invaldes 1987 som ledamot av Kungliga Krigsvetenskapsakademien.
Österdahl var ledamot av styrelsen för Motormännens Riksförbund 1999–2010, varav ordförande 2003–2010. Han var 2003–2006 president för Europarådets Council of Penological Cooperation samt var 2007 Europarådets resident expert i Sarajevo[källa behövs] och hade 2009 samma uppgift i Ankara.
Han driver sedan 2009 ett arboretum med cirka 100 exotiska träd och buskar i Kyna.[källa behövs]